# Havrida
Havrida är en liten by i Värnamo kommun i Jönköpings län, ett par km norr om Bredaryd.
Byn är mest känd för sin årliga resning av en kolmila, samt för sin vackra natur.
Byn har tidigare dominerats av jordbruksnäring, denna har dock minskat ordentligt under senare år.
Byn sträcker sig till viss del över Flymossen, som förr erbjöd försörjning för många bybor i form av torvbrytning.
Kända personer från byn: Rasmus Eriksson